# 高州 (渤海国)
高州，渤海国设置的州。

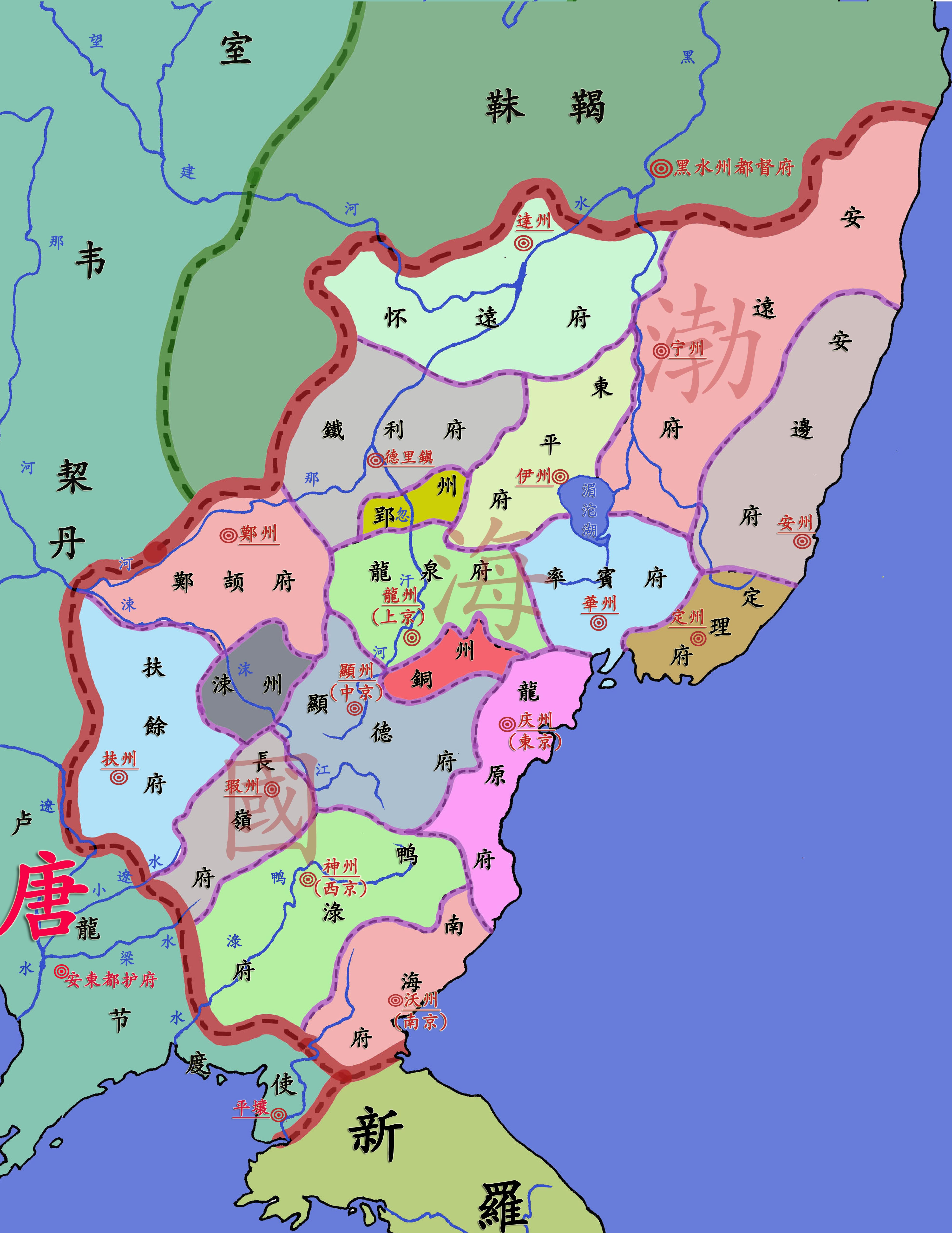
渤海國行政區劃

治所在今黑龙江省宾县鸟河乡）。本扶餘國地，属于驻地在鄚州（今黑龙江省哈尔滨市阿城区）的鄚颉府。鄚颉府辖鄚州、高州，辖境约今黑龙江省松花江以南、延寿县以西及吉林省扶余市、榆树市等区域。辽太祖天显元年（926年），辽国灭渤海，将渤海国的府州迁到辽东半岛，成立东丹国，高州被废。